# Vière
Vière – rzeka we Francji, przepływająca przez teren departamentu Marna, o długości 42,2 km. Stanowi dopływ rzeki Chée.